# Тонкерис (Шортандинский район)
Тонкерис (каз. Төңкеріс) — станция в Шортандинском районе Акмолинской области Казахстана. Входит в состав сельского округа Бозайгыр. Код КАТО — 116837500.

## География
Станция расположена в южной части района, на расстоянии примерно 30 километров (по прямой) к югу от административного центра района — посёлка Шортанды, в 2 километрах к юго-западу от административного центра сельского округа — села Бозайгыр.
Абсолютная высота — 390 метров над уровнем моря.
Ближайшие населённые пункты: село Бозайгыр — на северо-востоке.
Населённый пункт является станцией железной дороги «Астана — курорт Боровое».

## Население
В 1989 году население станции составляло 552 человек (из них русские — 60%, казахи — 27%).

В 1999 году население станции составляло 555 человек (258 мужчин и 297 женщин). По данным переписи 2009 года, в населённом пункте проживало 617 человек (296 мужчин и 321 женщина).
| Численность населения | Численность населения | Численность населения |
| 1989                  | 1999                  | 2009                  |
| --------------------- | --------------------- | --------------------- |
| 552                   | ↗555                  | ↗617                  |

## Улицы[5]
- ул. Дулатова
- ул. Желтоксан
- ул. Кокталды
- ул. Сакена Сейфуллина